# Arvicanthis
Arvicanthis és un gènere de rosegadors de la família dels múrids. Les espècies d'aquest grup són oriündes d'Àfrica i l'Orient Pròxim. Tenen una llargada de cap a gropa d'11–20 cm, la cua de 9–16 cm i un pes de 50–180 g. El seu hàbitat principal és la sabana. Viuen en grups que combinen mascles i femelles. El color del seu pelatge varia molt d'una espècie a l'altra. El nom genèric Arvicanthis significa ‘animal espinós de la terra arable’ en llatí.